# Sauble Beach (Ontario)

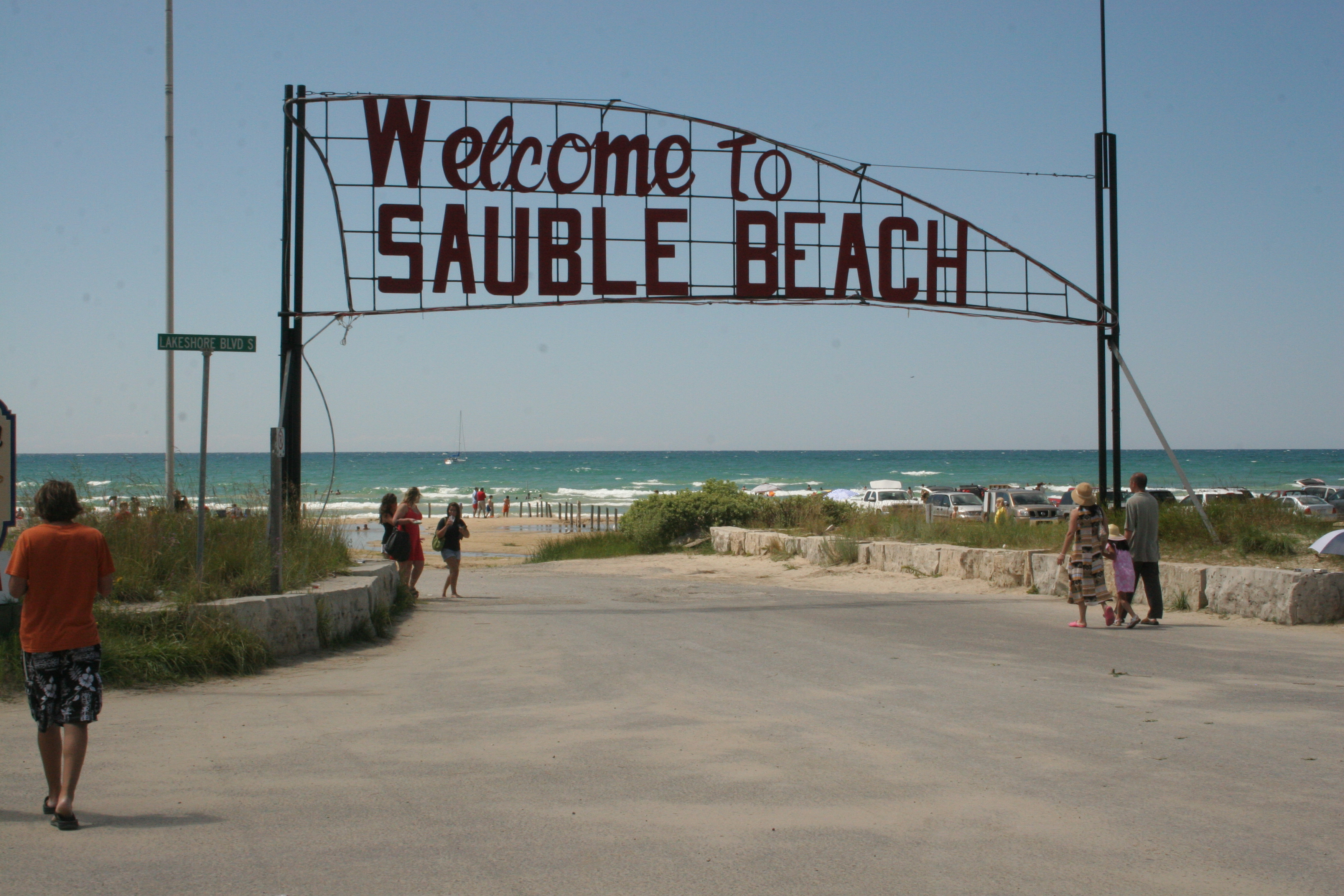
Hauptzugang zum Sauble Beach, 2009

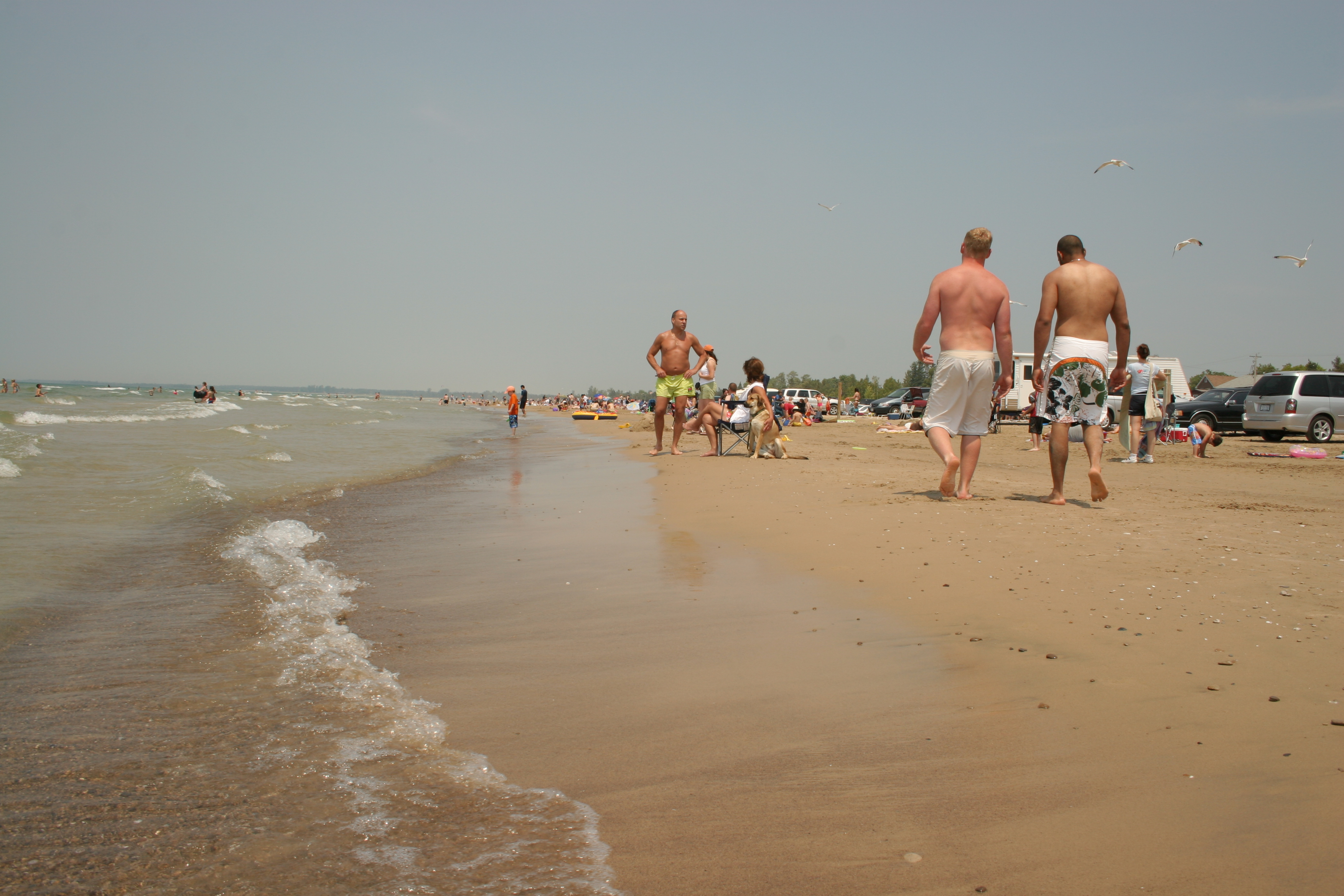
Sauble Beach

Sauble Beach ist ein Sandstrand und eine zugehörige gemeindefreie Ortschaft in Ontario, Kanada, auf der Ostseite des Huronsees.
Der Strand erhielt seinen Namen von einem französischen Entdecker des Sauble River (franz.: Rivière aux Saubles). Der erste Bewohner, der sich in der Nähe ansiedelte, war John Eldrige, im Jahre 1877. Zu den Sehenswürdigkeiten gehören das Driftwood Café, das Sauble Lodge Motel sowie andere Einrichtungen in Strandnähe. Der Sandstrand erstreckt sich über 11 km und die Wasserqualität ist sehr hoch.
Als Erholungsattraktionen im Sommer finden Aktivitäten statt wie Schwimmen, Straßenfeste, Windsurfing, Wasserski, Angeln, Golfen, Bowlspielen, Tennis und Strandvolleyball. Im Winter werden Sportaktivitäten wie Schneemobil und Skilanglauf durchgeführt. Die Canadian National (Beach) Volleyball Championships werden am Strand veranstaltet sowie seit 2007 das Sauble Beach Festival of the Classical Guitar Festival abgehalten.  Das Areal wird gerne für Studentenfeste im Sommer genutzt. Während der heißen Sommerwochen werden häufig über 100.000 Besucher am Strand gezählt. Die durchschnittliche Temperaturen betragen in den Monaten Mai bis August etwa 20 Grad Celsius, können jedoch auch über 30 Grad Celsius erreichen.